# Geiersnest-Ost
Geiersnest-Ost ist ein 19,61 km² großes gemeindefreies Gebiet im Landkreis Bad Kissingen in der bayerischen Rhön. Das Gebiet ist komplett bewaldet.

## Geografie

### Lage
Geiersnest-Ost liegt südlich des Marktes Schondra, mit den namensgebenden Ortsteilen Obergeiersnest und Untergeiersnest. Die Bundesautobahn 7 teilt Geiersnest-Ost in zwei getrennte Bereiche. Im westlichen  Gebiet liegen einige Exklaven des Marktes Schondra und der Gemeinde Wartmannsroth. Durch dieses Areal verläuft die Bundesstraße 27. Die höchste Erhebung im Geiersnest-Ost ist der im östlichen Bereich liegende Burkhartsberg mit 502 m ü. NN.

### Nachbargemeinden
| Markt Zeitlofs         | Markt Schondra                               | Markt Burkardroth |
| Gemeinde Wartmannsroth |                                              |                   |
|                        | Neuwirtshauser Forst (Gemeindefreies Gebiet) | Markt Oberthulba  |

## Kultur und Sehenswürdigkeiten

### Baudenkmäler
→ Liste der Baudenkmäler im gemeindefreien Gebiet Geiersnest-Ost

## Verkehr
Das Gebiet wird von der B27 und der Kreisstraße KG34 durchquert.